# 松本さゆき
松本 さゆき（まつもと さゆき、1985年12月9日 - ）は、日本のタレント、元グラビアアイドル。ジミ・シジミ名義で2011年8月17日に歌手デビューした。

## 来歴
三重県立四日市西高等学校卒業。
中学時代にスカウトされ、18歳で上京して グラビアデビュー。
ミスマガジン2004ではベスト16まで残ったが、ファイナル進出はならなかった。
2012年6月23日の豊島園撮影会を以って8年間行ってきた撮影会を終了した。
2016年9月13日の自身のブログで、結婚していた事と出産していたことを報告した。これによりグラビアアイドルからは卒業という形になった。同年10月29日、講談社主催「ミスiD2017」で選考委員個人賞吾妻ひでお賞を受賞。30歳でのミスiD受賞は初。

## 人物
- 趣味は、ゲーム・UFO・峰不二子[1]。特技は、サッカー[1]。
- 芸能人女子フットサルチーム「南葛シューターズ」に所属していた[いつ?]。背番号は「8」（以前は「18」）でポジションはピヴォ（FW）。長身だが、足下の細かいプレーも得意としている。
- ニコニコ生放送などでXbox 360のプレイ生放送を放送。
- 映画の『蛇にピアス』が大好きで、「あんな作品ならフルヌード挑戦もいいかな、なんて思っちゃいますね」とインタビューで答えている[7]。
- セント・フォース所属タレント・スポーツキャスターの山岸舞彩とも親交が深く、お互いのブログでもその交流の模様が描かれている。
- ゴッドタン（2011年6月29日放送分）『DVDヒット御礼 おっぱい見せて』で逆ギレし、レギュラー陣に向かって見事なシュートを放った。
- 好みの男性はフットボールアワーの後藤輝基。

## 出演

### バラエティ
- 鬼のワラ塾（2008年10月 - 2009年9月、テレビ朝日系）
- ヒロイン誕生!（2005年テレビ大阪）
- 志村けんのバカ殿様（フジテレビ）
- ランク王国（TBS）
- 恋するフットサル（フジテレビ）
- キンコンヒルズ（2008年5月22日、テレビ東京系）-ゲスト
- ザ・トライアングル（2008年9月30日、TBS系）
- 太田光の私が総理大臣になったら…秘書田中。(2009年6月12日、日本テレビ)
- ゴッドタン〜The God Tongue 神の舌〜（2009年2月18日、2011年6月29日、テレビ東京）-ゲスト
- パチンコ・パチスロ大冒険ジャンバリ〜黄金ホールに眠る秘宝〜（独立UHF局などのローカル局）
- はねるのトびら（2009年7月22日 フジテレビ）
- 今夜もドル箱（2009年11月10日、テレビ東京） - 永作あいりと共にゲスト
- 浜ちゃんが!（読売テレビ）
- ロンドンハーツ〜2010春マジックメール（秘）送信売れっ子一斉検挙SP〜 （2010年4月6日・4月20日、テレビ朝日）- ゲスト
- マルさまぁ〜ず（2010年7月21日、TBS系）- ゲスト
- キングオブチェアー（2010年11月8日、TBS系）‐ゲスト
- 今夜もドル箱!!（2010年11月30日、テレビ東京）- 青島あきなと共にゲスト
- 雨上がりのモテカツ3（2010年12月5日、読売テレビ）
- ダウンタウンDX（2010年12月16日、読売テレビ）
- PON!（2011年1月27日、日本テレビ）
- くだまき八兵衛（2011年3月10日、テレビ東京）
- クイズ!紳助くん（2011年6月6日、朝日放送）
- 女神降臨 #24（MONDO TV、2011年8月21日）
- ハシゴマン（2011年11月10日、TOKYO MX）-赤羽編ハシゴガール（ゲスト）
- バナナマンのブログ刑事（2012年1月17日、東海テレビ）

### ラジオ
- おしゃべりやってまーす（2005年11月 - 2006年4月、K'z Station）
- ゴチャ・まぜっ!金スペのミニコーナー（2008年4月11日 - 2009年1月9日、MBSラジオ）
- まだまだゴチャ・まぜっ!〜集まれヤンヤン〜（2009年4月11日 - 2010年8月7日、MBSラジオ）
- 劇団サンバカーニバル（2009年4月 - 9月、FM-FUJI）
- もっともゴチャ・まぜっ!（2010年8月7日 - 2011年10月25日、MBSラジオ）

### インターネット番組
- コイカツ 恋愛ノウハウトークライブvol.2（マシェリバラエティ マシェバラ：2011年6月18日）
- アメリカザリガニ＆松本さゆきのPlayStation Move体験記（ファミ通TUBE）

### 映画
- パコと魔法の絵本（2008年9月公開）
- ハンサム★スーツ（2008年11月公開）
- ララピポ（2009年1月公開）
- エンター・ザ・ボイド（2009年）
- デストロイ・ヴィシャス（主演、2011年3月公開）
- チョコレート・デリンジャー（主演、2017年3月18日公開）

### テレビドラマ
- 大魔神カノン（2010年、テレビ東京） - キリノハ 役
- 歌セラ（2010年、北海道放送・東北放送・テレビユー山形・大分放送）
- 嬢王3 〜Special Edition〜（2010年、テレビ東京） - 瀧スミレ 役

### CM
- コクヨ「カウネット」（2009年3月 - 6月）
- サントリー「C.C.レモン」 肉食系女子時代編（2010年4月 -）
- HEIWA

## 作品

### シングル
| 枚                                          | 発売日                                      | タイトル                                    | 規格品番                                    | 規格品番                                    | 最高位                                      |
| 枚                                          | 発売日                                      | タイトル                                    | 通常盤                                      | 限定盤                                      | 最高位                                      |
| EMIミュージックジャパン（ジミ・シジミ名義） | EMIミュージックジャパン（ジミ・シジミ名義） | EMIミュージックジャパン（ジミ・シジミ名義） | EMIミュージックジャパン（ジミ・シジミ名義） | EMIミュージックジャパン（ジミ・シジミ名義） | EMIミュージックジャパン（ジミ・シジミ名義） |
| ------------------------------------------- | ------------------------------------------- | ------------------------------------------- | ------------------------------------------- | ------------------------------------------- | ------------------------------------------- |
| 1st                                         | 2011年8月17日                               | シジミの女                                  |                                             |                                             |                                             |

### イメージDVD
| 発売日   | タイトル                                     | 規格品番   | メーカー                   | 備考                                   |
| 2004年   | 2004年                                       | 2004年     | 2004年                     | 2004年                                 |
| -------- | -------------------------------------------- | ---------- | -------------------------- | -------------------------------------- |
| 1月22日  | hand in hand                                 |            | オルスタックピクチャーズ   |                                        |
| 9月17日  | provocative                                  |            | イーネット・フロンティア   |                                        |
| 12月15日 | 月刊フューチャーアクトレス 松本さゆき「GO!」 |            | 新潮社                     |                                        |
| 2005年   |                                              |            |                            |                                        |
| 7月22日  | BIBIR                                        | TSDV-11990 | 竹書房                     |                                        |
| 2006年   |                                              |            |                            |                                        |
| 3月5日   | コラボレーションBOX〜Lily〜                  | SAID-0019  | さくら堂                   |                                        |
| 4月21日  | Freedom                                      |            | イーネット・フロンティア   |                                        |
| 7月20日  | ふわふわプリンセス                           | LCDV-20220 | ラインコミュニケーションズ |                                        |
| 2007年   |                                              |            |                            |                                        |
| 6月30日  | 誘艶痴                                       |            | 晋遊舎                     |                                        |
| 9月20日  | SAYUKI〜柔らかな夢                           | LCDV-40279 | ラインコミュニケーションズ |                                        |
| 2008年   |                                              |            |                            |                                        |
| 3月20日  | Special DVD-BOX                              | LCDV-90033 | ラインコミュニケーションズ |                                        |
| 6月25日  | Kissで殺して                                 | ENFD-5085  | イーネット・フロンティア   |                                        |
| 12月20日 | finale〜フィナーレ〜                         | TRID-078   | トリコ                     |                                        |
| 2009年   |                                              |            |                            |                                        |
| 7月15日  | 松本さゆきのセクシースパイ大作戦             | TVT-001    | T.S.H                      | 共演：永作あいり、立花ゆか、相田あずさ |
| 7月15日  | 松本さゆきの初体験                           | TVT-002    | T.S.H                      | 共演：永作あいり、立花ゆか、相田あずさ |
| 12月19日 | SWINUTION〜癒風再来〜                        | TRSF-004   | トリコ                     |                                        |
| 2010年   |                                              |            |                            |                                        |
| 3月19日  | Please Love more…                            | ENFD-5204  | イーネット・フロンティア   |                                        |
| 9月20日  | らぶ☆さゆ                                    | LCDV-40436 | ラインコミュニケーションズ |                                        |
| 12月17日 | ホット・リップス                             | TSDV-41316 | 竹書房                     |                                        |
| 12月17日 | 3D×松本さゆき ホット・リップス               | TSDV-45004 | 竹書房                     |                                        |
| 2011年   |                                              |            |                            |                                        |
| 4月22日  | うつりぎ                                     | TRID-177   | トリコ                     |                                        |
| 10月7日  | forever love                                 | ENFD-5345  | イーネット・フロンティア   |                                        |
| 2012年   |                                              |            |                            |                                        |
| 3月20日  | さゆ熱〜Summer Venus                         | LCDV-40511 | ラインコミュニケーションズ |                                        |
| 3月20日  | さゆ蜜〜Sweet Baby                           | LCDV-40512 | ラインコミュニケーションズ |                                        |
| 10月20日 | さゆコレ Super Extra                         | LCDV-24007 | ラインコミュニケーションズ |                                        |

## 出版

### 写真集
- BIBIR（2005年5月、竹書房、撮影：木村晴）ISBN 978-4812421659
- EDEN-エデン-（2007年6月、晋遊舎、撮影：西條彰仁）ISBN 978-4883806614
- 松本さゆき 全解放。（2011年10月7日、イーネット・フロンティア、撮影：TAKESHI HANZAWA）ISBN 978-4862058492

### トレーディングカード
- ヒッツリミテッド 松本さゆき（2011年7月23日、ムービック）

### デジタル写真集
- KONAN＆松本さゆき デジタル写真集『Double Bust 84+91』（アスペクトデジタルメディア）